# 宇沙美ゆかり
宇沙美 ゆかり（うさみ ゆかり、本名：金城 ゆかり、1968年4月2日 - ）は、元アイドル歌手、元女優。沖縄県浦添市出身。血液型はO型。身長163cm。B80cm、W58cm、H81cm（1984年1月）。

## 来歴
4人姉妹の四女（3人の姉はそれぞれ、6歳、4歳、3歳年上）。両親は今度こそ男の子が生まれるのを期待して、女の子の名前は考えてなかったということで、ゆかりという名前は一番上の姉の提案で、当時伊東ゆかりが人気だったからこれに因んだという。小学6年生の時、地元の『浦添てだこ祭り』のちびっこカラオケのど自慢大会に出場し、ピンクレディーの『渚のシンドバッド』を歌って優勝。この時に、将来は歌手になると決心したという。そしてこの小学6年生の時にあるオーディションに秘かに応募し、1次合格を果たすも父が反対したために断念した。
中学2年生の時に、姉が秘かに応募したという、地元沖縄で開催されたスカイコーポレーション主催のタレントオーディションで、審査に立ち会った時任三郎らに選ばれて合格。この時も父に芸能界入りを反対されたが、賛成側に回った母と3人の姉の説得もあって許しを得られ、芸能界入り。浦添市立神森中学校を卒業後、上京。その後、井筒和幸監督映画『みゆき』の主演オーディションに合格し、主演女優としてスクリーンデビューする。本作により各種の映画賞を獲得した。
1984年3月21日にはキャニオンレコードより「蒼い多感期」で歌手デビュー（その際のキャッチフレーズは「ときめきタイフーン」。なお、これはデビューシングルのB面のタイトルでもある）。同曲はカネボウ「マイデイト」のCMソングとしても採用された。
その後、コンスタントにレコードをリリースしながら、1984年の「フジテレビ夏キャン・ガール」に選ばれ、同局の月曜ドラマランド『あ!Myみかん』では主演も務めた。また、フジテレビ系ドラマ『オレゴンから愛』では、主人公の少年と離れて暮らす姉（水泳部の学生）役を務めた。
この一方で、1984年にはTBS系ドラマ『不良少女とよばれて』の主演に内定するが、不良役ということに事務所側が大きく難色を示し辞退を余儀なくされる。翌1985年にはフジテレビ系ドラマ『スケバン刑事』の主人公麻宮サキ役に選ばれるが、同時期に松竹プロデューサーの奥山和由からの強いオファーにより映画『V.マドンナ大戦争』で主演を務めることとなり、『スケバン刑事』は映画と撮影時期が重なり降板することとなる。以上、後にヒット作となるテレビドラマの主演の機会を2度も辞退することとなった。1985年4月27日にはファーストコンサートを杉野講堂にて開催する。ゲストに当時同じ事務所のRIKACOを呼び大成功に終わる。
また、『V.マドンナ大戦争』出演のために、中型バイクの免許を取得している。
その後も、1986年にテレビドラマ『ジャンプアップ!青春』（日本テレビ系列）の主演に選ばれ、会見まで行われたが、この作品も出演すること無く、1986年降板に突然芸能界から姿を消し、沖縄に帰郷。地元でハンバーガーショップ店員を経て、琉球放送ラジオで『ベストヒット20』という番組でDJ、アシスタントとして活動していたが、そのまま事実上の引退となる。「引退」に関しては当時さまざまな憶測が流れ妊娠説、自殺未遂説も流れたが、これについては本人が公式に代理人を通し「事実無根」と否定しており、いまだに真相は不明のままとなっている。一方で、芸能界で悩みを打ち明ける親友も出来ず、孤独感を深めていたともいわれており「私のような子は芸能界に向いてないんじゃないかと思った」とも話している。デビュー当時、月刊平凡にて行われた上半期新人人気投票にて共にベスト10入りした菊池桃子と「桃子とゆかり」というグラビア連載を受け持つことになったが、企画リクエストは菊池に対するハガキばかりで宇沙美へのリクエストはゼロだった。それでも平凡側は連載継続を進めていたが、初回撮影時に数時間前から準備していた宇沙美は学業優先で掃除当番を終えて撮影入りした菊池がものの数分で撮影を終えて速やかに帰宅したことにショックを受け、連載辞退を自ら申し出た。また新人賞レースにも参戦予定であったが、レコード会社のイチ押しだった岡田有希子とはタイアップ商品の発売時期が前後した為、デビュー日が入れ替わり（3月21日と4月21日）、岡田有利とは言えない状況となってしまい、その気まずさからやはり本人が辞退を申し出た。

## ディスコグラフィー

### シングル
| 枚                   | 発売日               | タイトル                | c/w                      | 形態                 | 規格品番             |
| キャニオン・レコード | キャニオン・レコード | キャニオン・レコード    | キャニオン・レコード     | キャニオン・レコード | キャニオン・レコード |
| -------------------- | -------------------- | ----------------------- | ------------------------ | -------------------- | -------------------- |
| 1st                  | 1984年3月21日        | 蒼い多感期              | と・き・め・きタイフーン | EP                   | 7A-0361              |
| 2nd                  | 1984年6月21日        | SHOCK!                  | トビウオたちの夏         | EP                   | 7A-0389              |
| 3rd                  | 1984年9月5日         | ツライ♥キライ♥クライMAX | 日焼けをセメて泣かないで | EP                   | 7A-0411              |
| 4th                  | 1984年11月21日       | アルカリ少年            | 北風スクリーン           | EP                   | 7A-0444              |
| 5th                  | 1985年6月5日         | 風のプリマドンナ        | 少女失格                 | EP                   | 7A-0495              |
| 6th                  | 1985年10月5日        | 恋はDancing             | 涙色セブンティーン       | EP                   | 7A-0524              |

### アルバム

#### オリジナル・アルバム
|                      | 発売日               | タイトル                                  | 規格                 | 規格品番             |
| キャニオン・レコード | キャニオン・レコード | キャニオン・レコード                      | キャニオン・レコード | キャニオン・レコード |
| -------------------- | -------------------- | ----------------------------------------- | -------------------- | -------------------- |
| 1st                  | 1984年7月21日        | おもいっきりト・キ・メ・キ                | LP                   | C28A-0349            |
| 1st                  | 1984年7月21日        | おもいっきりト・キ・メ・キ                | CT                   | 28P-6345             |
| 2nd                  | 1984年12月5日        | 16ページめのとまどい                      | LP                   | C28A-0387            |
| 2nd                  | 1984年12月5日        | 16ページめのとまどい                      | CT                   |                      |
| 2nd                  | 2008年7月16日        | 16ページめのとまどい+シングルコレクション | CD                   | PCCS-00009           |
| 3rd                  | 1985年11月1日        | 空気になりたい                            | LP                   | C28A-0445            |
| 3rd                  | 1985年11月1日        | 空気になりたい                            | CT                   | 28P-6484             |
| 3rd                  | 1985年11月1日        | 空気になりたい                            | CD                   | D32A-0126            |

#### ベスト・アルバム
|                      | 発売日               | タイトル                         | 規格                 | 規格品番             |
| キャニオン・レコード | キャニオン・レコード | キャニオン・レコード             | キャニオン・レコード | キャニオン・レコード |
| -------------------- | -------------------- | -------------------------------- | -------------------- | -------------------- |
| 1st                  | 1985年3月5日         | タイム・カプセル                 | LP                   | C28A-0349            |
| 1st                  | 1985年3月21日        | タイム・カプセル                 | CD                   | D32A-0058            |
| ポニー               |                      |                                  |                      |                      |
| 2nd                  | 1985年8月21日        | I Love 宇沙美ゆかり              | CT                   | 20P-2372             |
| キャニオン・レコード |                      |                                  |                      |                      |
| 3rd                  | 1985年11月21日       | 宇沙美ゆかり THE BEST            | CD                   | D32A-0135            |
| ポニー               |                      |                                  |                      |                      |
| 4th                  | 1986年11月5日        | SUPER BEST                       | CD                   | D32P-6012            |
| ポニーキャニオン     |                      |                                  |                      |                      |
| 5th                  | 2002年6月19日        | Myこれ!クション 宇沙美ゆかりBEST | CD                   | 20P-2372             |
| 6th                  | 2010年5月19日        | Myこれ!Lite 宇沙美ゆかり         | CD                   | PCCS-00134           |

### タイアップ曲
| 楽曲             | タイアップ                                   | 収録作品                     |
| ---------------- | -------------------------------------------- | ---------------------------- |
| 蒼い多感期       | カネボウ『マイデイト』イメージソング         | シングル「蒼い多感期」       |
| 風のプリマドンナ | 松竹富士配給『V.マドンナ大戦争』メインテーマ | シングル「風のプリマドンナ」 |
| 風のプリマドンナ | ポッカ『BEATCH BOY』CFイメージソング         | シングル「風のプリマドンナ」 |

## 主な出演作品

### ドラマ
- 胸さわぎの放課後（1983年、フジテレビ・月曜ドラマランド）
- 胸さわぎの放課後2（1983年、フジテレビ・月曜ドラマランド）
- あ!Myみかん（1984年、フジテレビ・月曜ドラマランド） - 主演
- オレゴンから愛（1984年、フジテレビ）
- 名探偵はひとりぼっち（1985年、フジテレビ・木曜ドラマストリート）

### 映画
- みゆき（1983年） - 主演
- V.マドンナ大戦争（1985年） - 主演

### CM
- 不二家「パフィ」
- 秋山食品（現・アキヤマ[8]）「メン子ちゃん・ミニゼリー」「夢夢夢ゼリー」
- カネボウ 「マイデイト」
- ポッカ「BEACH BOY」